# جان ألكساندر
جان ألكساندر (Jean-Marc Alexandre) (24 أغسطس 1986 في فيريتليس في هايتي – )؛ هو لاعب كرة قدم كان يلعب كلاعب وسط. يلعب مع منتخب هايتي لكرة القدم منذ عام 2008.

## وصلات خارجية
- جان ألكساندر على موقع الاتحاد الدولي (مؤرشف)  (الإنجليزية)
- جان ألكساندر على موقع الدوري الأمريكي (الإنجليزية)
- جان ألكساندر على موقع قاعدة بيانات كرة القدم.إي يو (الإنجليزية)
- جان ألكساندر على موقع ناشيونال فوتبول تيمز (الإنجليزية)
- جان ألكساندر على موقع Soccerway.com (الإنجليزية)
- جان ألكساندر على موقع عالم كرة القدم.نت (الإنجليزية)
- جان ألكساندر على موقع AS.com (الإسبانية)